# تشارلز فريدريك هولدر
تشارلز فريدريك هولدر (بالإنجليزية: Charles Frederick Holder)‏ هو كاتب وصياد سمك أمريكي، ولد في 1851 في لين في الولايات المتحدة، وتوفي في 1915 في باسادينا في الولايات المتحدة.

## وصلات خارجية
- تشارلز فريدريك هولدر على موقع الموسوعة البريطانية (الإنجليزية)